# アダージョとロンド・コンチェルタンテ
アダージョとロンド・コンチェルタンテ（イタリア語: Adagio e Rondo concertante） ヘ長調 D487 は、フランツ・シューベルトが1816年に作曲した室内楽曲。ヴァイオリン、ヴィオラ、チェロとピアノによるピアノ四重奏の編成で書かれている。

## 概要
本作は1816年10月に作曲された。本作を作曲していた当時のシューベルトはテレーゼ・グロープに心惹かれており、結婚を望んでいた。グロープには1814年にミサ曲第1番の演奏でソプラノを歌うなどシューベルトとの交流があった。本作はその弟のハインリヒの要請によって書かれたらしい。結局、グロープは別の人物と結婚することになり、シューベルトの恋は破れることになる。
シューベルトは同じ編成の作品をひとつの時期にまとめて生み出すことが多い作曲家であった。一例として、1817年には6曲を超えるピアノソナタ（未完を含む）が作曲されている。その彼としては珍しく、ピアノ四重奏による楽曲は本作しか手掛けていない。また、本作はピアノ五重奏曲『鱒』に先立つこと3年、シューベルトが初めて完成させたピアノと弦楽合奏のための楽曲となった。
この作品は室内楽作品として各楽器を平等に扱うことをせず、ピアノの活躍が目立つように書かれている。ピアノに対して弦楽三重奏は伴奏に回っており、あたかも編成の小さなオーケストラとピアノの協奏曲であるかのように響く。シューベルトがピアノ奏者の腕前を披露できるよう「華麗」に作り上げた楽曲数は少なく、本作はそうした僅かな作品のひとつである。
シューベルトの死後にディアベリに委託され、1865年になってようやく出版された。
記録に残る最初の公開演奏は1861年11月1日にウィーンのルートヴィヒ・ベーゼンドルファー・サロンで行われている。

## 楽曲構成
続けて演奏される2つの楽章で構成される。演奏時間は約14-16分。
Adagio 3/4拍子 ヘ長調
譜例1によって開始される。複数の楽想が次々に現れては発展することなく交代していき、やがて譜例1が再現されて同じ楽想の連なりが繰り返される。アタッカで次の楽章へ接続される。
譜例1
Rondo: Allegro vivace 2/4拍子 ヘ長調
ロンドと銘打たれているもののロンド形式には則っておらず、展開部を持たないソナタ形式が採用されている。ピアノが勢いよく主題を提示する（譜例2）。
譜例2
華やかなパッセージが繰り広げられ、譜例2が全合奏で奏される。その後に譜例3が奏される。
譜例3
アルペッジョを主体とするパッセージワークに続いてピアノのユニゾンによるエピソードが挿入され、もうひとつの歌謡的主題が提示される（譜例4）。
譜例4
ピアノの技巧的な動きがまとめられると結尾の楽句が現れ、すぐさま譜例2の再現へと移る。譜例3、譜例4も続き、最後は全合奏によるコーダを置いて華やかに締めくくられる。